# Montesquiu
Montesquiu è un comune spagnolo di 822 abitanti situato nella comunità autonoma della Catalogna.